# Skogsbrand

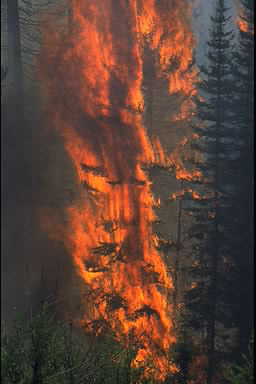
Torching uppstår när enstaka träd flammar upp under en markbrand, mest typiskt i granar med lågt hängande grenar.

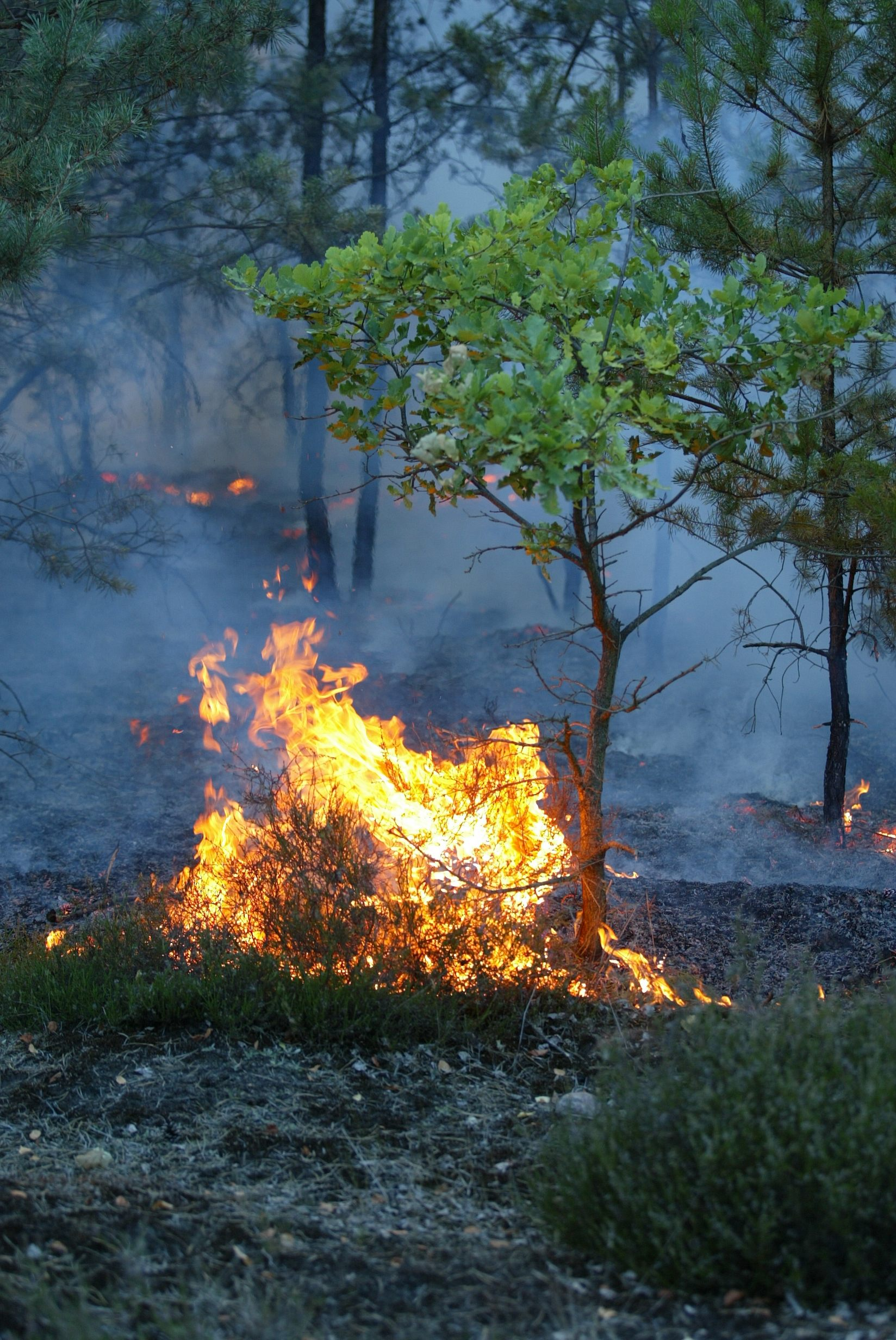
Låg löpbrand som utnyttjar den låga vegetationen som bränsle och sprids längs marken. Lägg märke till glödbränderna i bakgrunden.

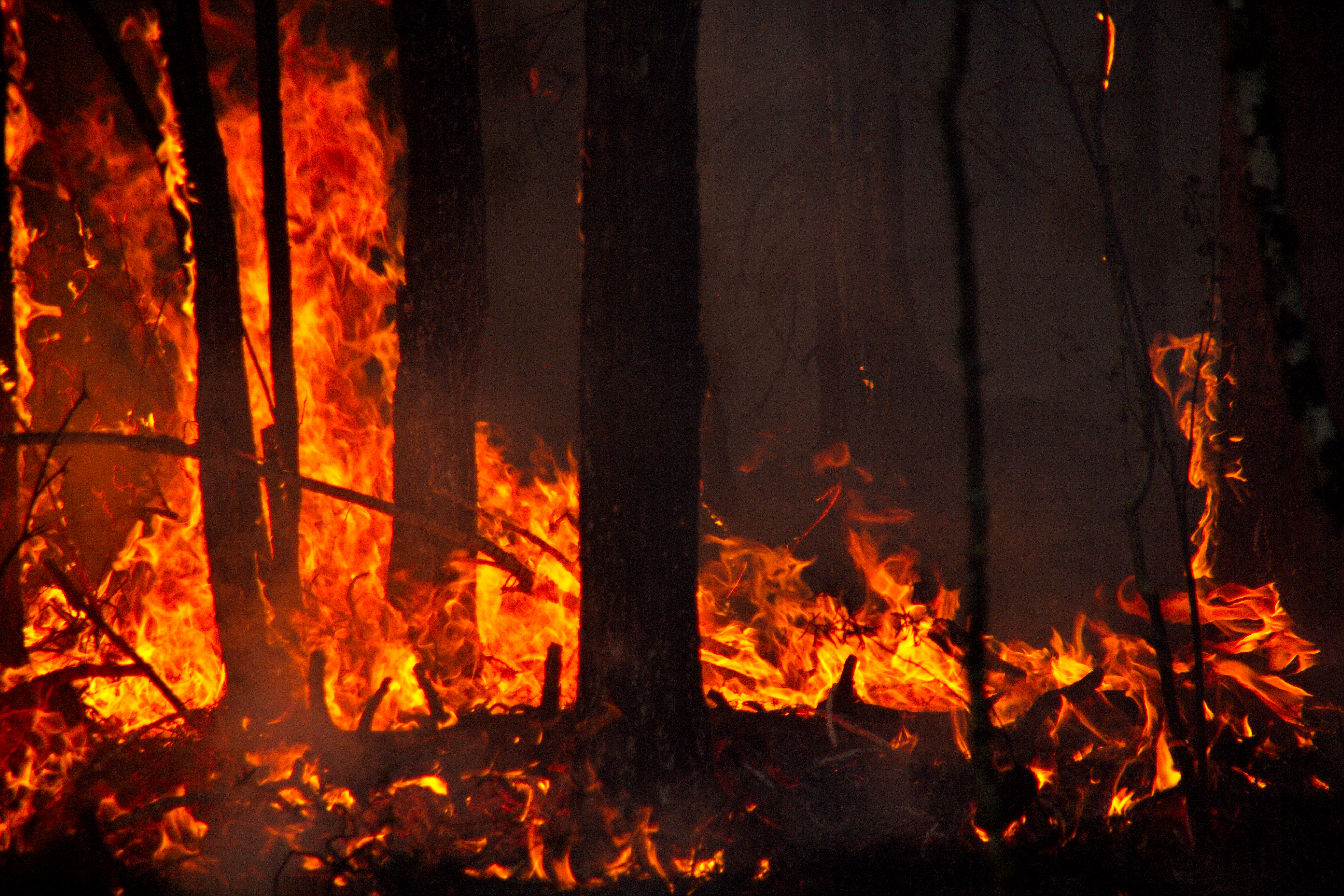
Hög löpbrand.

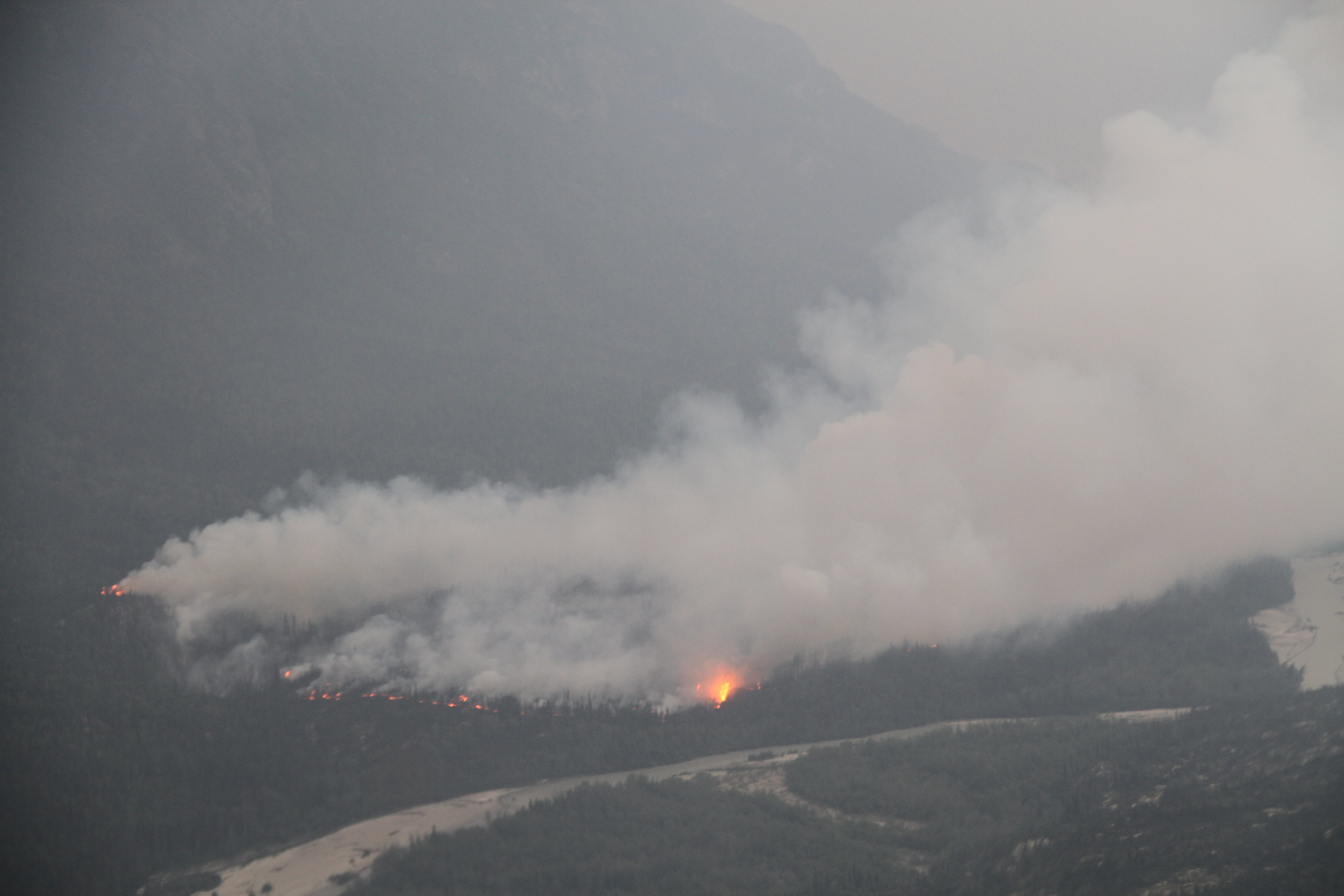
Rökutvecklingen från en stor skogsbrand, från luften.

Skogsbrand är en okontrollerad eller kontrollerad brand i skogsmark eller mark som är täckt med brännbart material, i Sverige till exempel torvmossar. Svedjebruk är en form av kontrollerad skogsbrand, liksom skyddsavbränning, eller motbränder, som anläggs för att skapa brandgator i spridningsriktningen, liksom naturvårdsbränning. Den senare idag den vanligaste typen av kontrollerad bränning i skogsmark och till viss del i gräsmarker.

## Skogsbrandstyper
Typiskt så är skogsbränder mycket varierande i sina förlopp. Normalt accelererar en brand i styrka allteftersom den växer till efter antändning. Om förhållandena är mer extrema går branden från markbrand till kronbrand. Det senare leder ibland till att det dessutom kan skapas flygbränder, som ytterligare kan accelerera förloppet.

### Låg löpbrand
Bränslet finns i markvegetationen, främst mossor, lavar, barr- och lövförna och låga buskar. De flesta skogsbränder som förekommer är eller startar som låg löpbrand. Spridningshastigheten ligger oftast på max 10 meter/minut. Synonym = markbrand. 

### Hög löpbrand
Bränslet består nu förutom markvegetationen även av grenar och trädtoppar. Spridningshastigheten ökar även till ca 10-20 meter/minut. Det amerikanska begreppet "torching" används om enstaka träd flammar upp (se figur), medan begreppet kronbrand används om huvuddelen av trädkronorna fattar eld (se även toppbrand).

### Toppbrand
Toppbranden sprider sig från trädtopp till trädtopp utan att markvegetationen behöver antändas (mycket ovanligt i Sverige). Förutsättningen är att skogen är tät och att trädtopparna därmed ligger nära varandra. Spridningshastigheten är ca 20–50 m/min.

### Glödbrand
Bränslet vid glödbrand (även kallad torv- eller jordbrand) finns i eller under marken i form av torv, humus, grov död ved och myrstackar. Dessa bränslen är kompakta och ofta dåligt uttorkade, vilket gör brandförloppet långsamt. Anledningen till att brandförloppet är så pass långsamt är att syresättningen är begränsad och att uttorkningen av bränslet oftast sker successivt. Bränder i torvmark kan gå mycket djupt ner i marken, i stort tills grundvattenytan nås, eller bränslet tar slut. I extrema fall fortsätta att brinna under markytan i flera månader, och i vissa fall till och med över vintern. Om eftersläckningen av glödbränder inte görs ordentligt kan branden senare övergå till löpbrand igen, särskilt om den stöter på obränd markyta med vegetationen kvar. 

### Flygbrand
Särskilt vid toppbrand och "torching" kan glödande partiklar föras med vinden och sätta eld i skogen långt framför den befintliga skogsbranden. Detta kan orsaka problem eftersom det då igångsätts nya bränder framför den kontinuerliga flamfronten och att spridningshastigheten därmed ökar ytterligare. Vid en eventuell ändring av vindriktningen kan det även uppstå flera fronter, vilka då både kan förstärka och ta ut varandra.

## Spridning
Spridningshastigheten beror på bränslet, topografin och vädret. Spridningen sker alltid snabbast i finfördelade, väl uttorkade bränslen, i vindriktningen, och uppför sluttningar.

### Bränslet

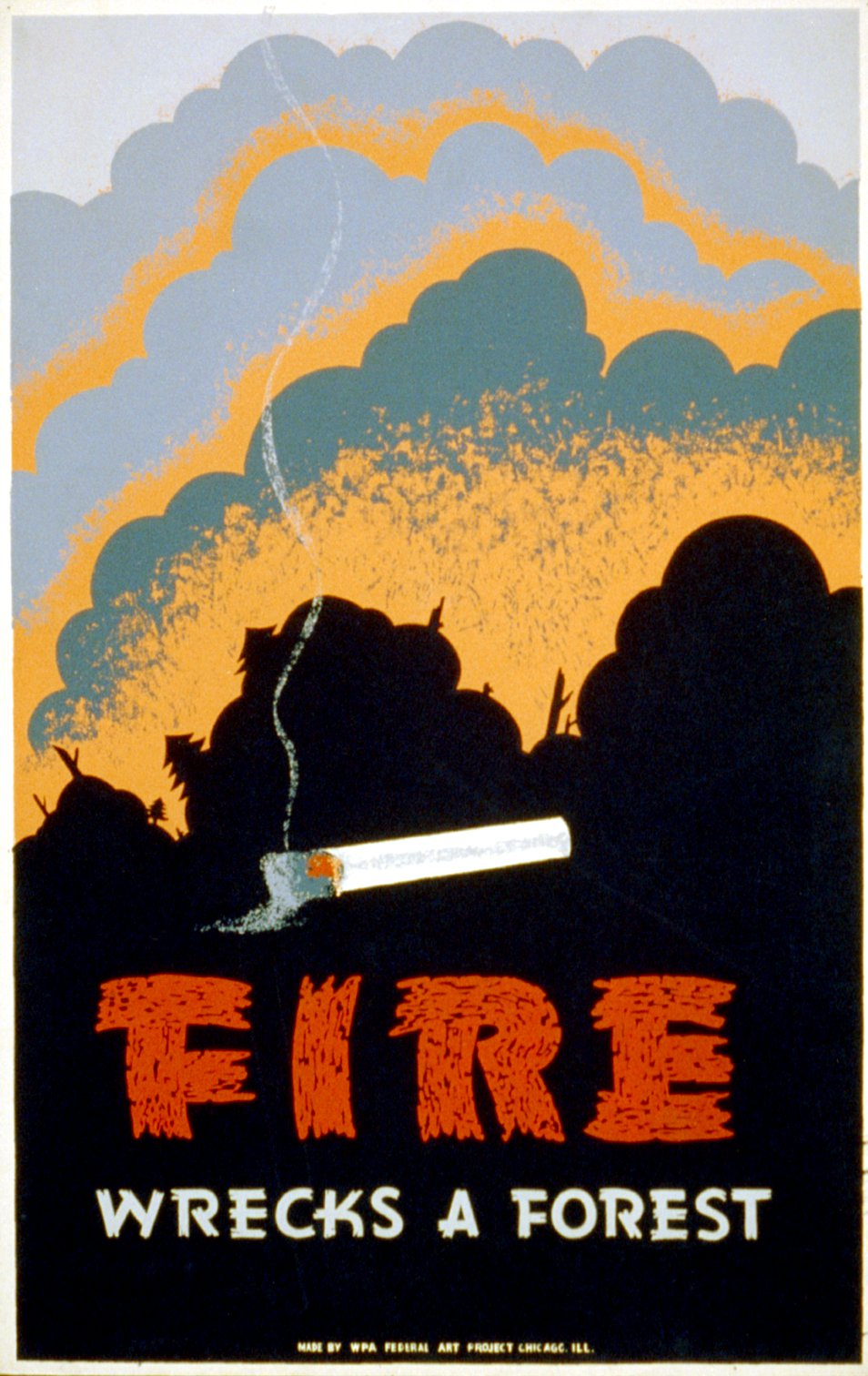
Affisch som varnar för faran att slänga cigaretter i skogen.

De vanligaste typerna av bränsle i skogen är mossa, gräs, buskar och träd. För att avgöra bränslets betydelse för spridningshastigheten går det att titta på följande.
- Fukthalten i bränslet. Ju fuktigare bränslet är desto mer energi/värme behövs det för att förånga vattnet och antända bränslet. Temperaturhöjningar i branden tyder på minskad fuktighet. Mörk rök = ökad förbränning = snabbare spridning.
- Storleken på bränslet. Finare bränsle som buskar, löv, gräs och barr antänder lättare och har ett snabbare brandförlopp än kompakt bränsle som grenar och stammar. Men om det kompakta bränslet väl fått fyr är det mer svårsläckt än det finfördelade. Då en brand övergår från en typ av bränsle till en annan ändras även spridningshastigheten. En buskbrand som övergår till gräsbrand fördubblar till exempel hastigheten.
- Mängden bränsle. Generellt sett så får branden ett kraftigare brandförlopp ju mer bränsle den har att tillgå. Självklart spelar bränslets placering, fukthalten och proportionerna mellan finfördelat och kompakt bränsle även in här.
- Kontinuitet. Vertikal kontinuitet innebär att det finns ”trappsteg” för branden att sprida sig mellan lägre och högre bränsle. Viktigast för brandspridningen i skogsmark är vanligen bottenskiktet, det vill säga lavar och mossor. I olika grad bidrar barr- och lövförna samt risväxter till ytterligare marknära bränsle. Det är i dessa bränslen, förna, bottenskikt samt ris) som initialbranden oftast uppstår. Särskilt granar utgör ett perfekt ”trappsteg” vidare upp till trädtopparna. Horisontell kontinuitet innebär att branden lättare når upp i kronskiktet genom mellanliggande bränslen. Genom att bryta kontinuiteten går det att stoppa spridningen av skogsbranden. Till exempel går det att ta bort lägre grenar från träden eller skrapa bort bränsle från markvegetationen. Ett annat sätt är att se till att barriärerna som ska stoppa branden finns naturligt i naturen.

I en lövskog ser det lite annorlunda ut. Där innehåller träden mer fukt vilket gör att det nästan alltid bara är markvegetationen som brinner. I odlad skog där alla träden är lika stora är brandförloppet kraftigare för yngre planteringar än äldre.

### Topografin
- Sydsluttningar är oftast torrare och varmare än nordsluttningar och där sprids elden lättare.
- Ju brantare sluttning desto snabbare brandförlopp, detta bland annat på grund av att lågorna hamnar närmare bränslet som skall antändas och "förvärmer" det.
- I dalgångar och raviner kan det sugas in stora luftmassor till branden vilket gör att spridningshastigheten kan bli mycket häftig.

### Vädret
- Temperaturhöjningar i branden innebär att fuktigheten i bränslet har sjunkit.
- Vind för med sig syre till branden. Varm luft pressas genom branden och torkar ut bränslet framför brandfronten vilket ökar spridningshastigheten.
- Den relativa luftfuktigheten visar hur mycket fukt det finns i finfördelat bränsle (barrförna, mossor och lavar), och har mycket stor inverkan på brandens förlopp. Däremot grövre bränslen och fukthalten i kärlväxters blad (träd, ris) är mer opåverkade av den relativa fuktigheten, utan dessa bränslens fukthalt styrs mer av tidigare nederbörd.
- Det är bättre med lite regn under en längre period än mycket under en kort.
- Stabila luftmassor är oftast bättre än instabila. En vertikal luftpelare visar på att luften är instabil.
- Under olika tider på dygnet är bränslet olika mycket uttorkat av solen. Precis innan soluppgången är brandfaran som minst och mellan 10 och 18 är den som störst. Maximum ligger runt 15-tiden. Detta speglas av den stora variationen av den relativa fuktigheten över dygnet.
- Molniga dagar torkar inte solen ut det finfördelade bränslet lika bra som under soliga.

## Skogsbrandsbekämpning
Vid upptäckt av en skogsbrand är det den kommunala räddningstjänsten som får larmet via SOS alarmering. En eller flera stationer rycker ut med sina beredskapsstyrkor. Om skogsbranden finns nära en körbar väg så lägger man ut slang och bekämpar elden med vatten från brandbilarna. Normalt finns det några hundra meter slang och 10 - 15 kubikmeter vatten i de fordon som en beredskapsstyrka rycker ut med. Är avståndet längre och man har tillgång till ytvatten nära branden så kan man bära ut små pumpar och slang till området. Skulle branden vara belägen långt från körbar väg och utan vatten i närheten så kan den bekämpas med lövruskor, hackor och spadar. I ett senare skede kan räddningstjänsten få assistans av helikoptrar och brandbekämpningsflygplan för vattenbombning och maskiner för att göra brandgator. Myndigheten för samhällsskydd och beredskap, MSB, har förstärkningsresurser för skogsbrandsbekämpning. Helt avgörande för hur lyckosam bekämpningen är, är tiden som hinner gå mellan brandstart och bekämpning, eftersom okontrollerad eld oftast accelererar snabbt i styrka, särskilt vid mer extrema förhållanden.

### Metoder

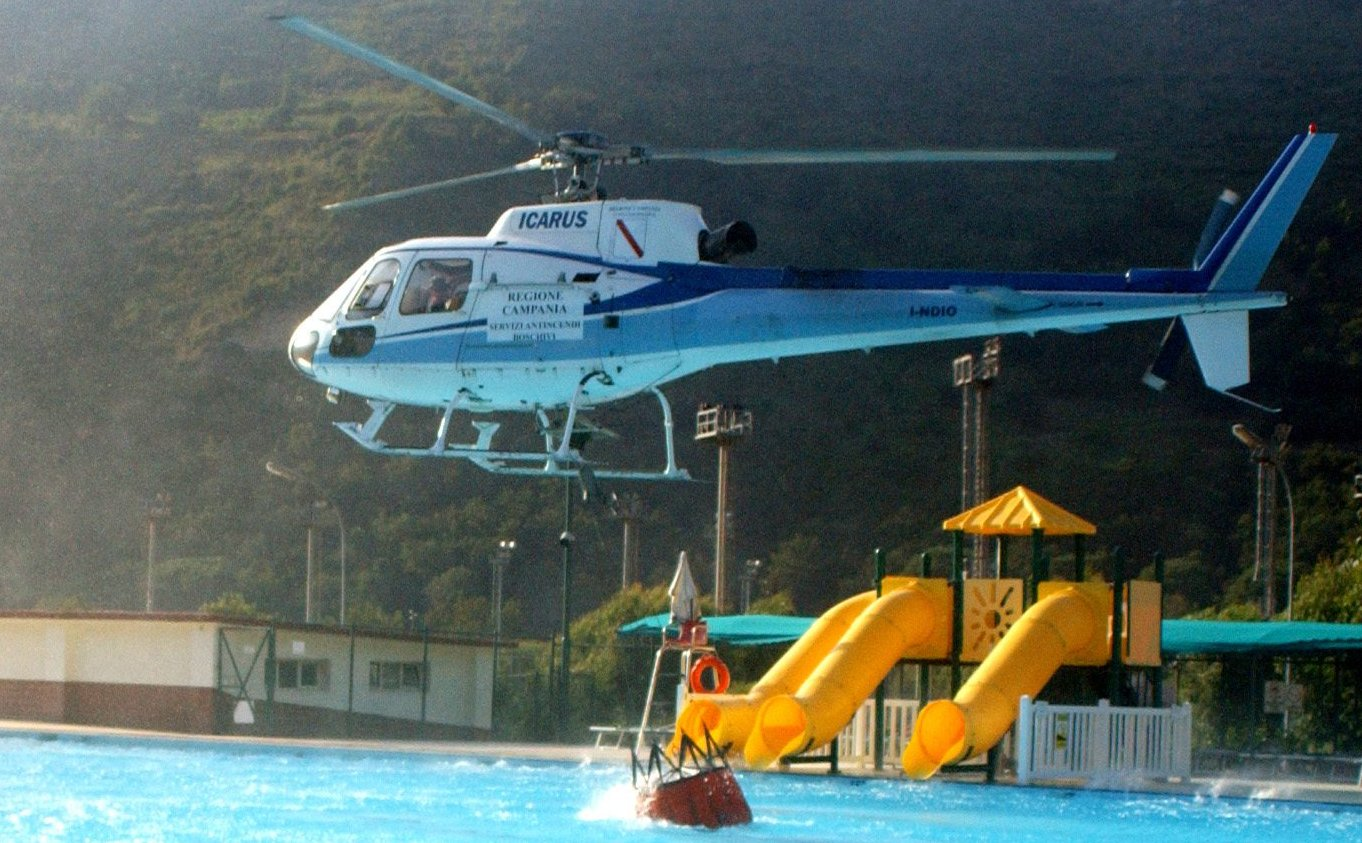
En italiensk helikopter hämtar vatten i en 473-liters vattensäck från en simbassäng i Neapel för att begjuta en skogsbrand.

Det finns två huvudmetoder vid bekämpning av skogsbrand; den våta respektive torra metoden.
- Den torra metoden innebär att man skiljer bränslet från branden med brandgator.
- Den våta metoden innebär som det låter att man applicerar olika släckningsmedel på branden eller bränslet. Detta sker antingen genom slangar eller från flygfarkoster.
- Skyddsavbränning kan vara ett effektivt sätt att bekämpa bränder, men ovanlig i Sverige. Skyddsavbränning syftar till att ta bort bränslet framför en annalkande flamfront (moteld). Metoden är förenad med stora risker och kräver stor kunskap.
- Vid mycket stora och intensiva skogsbränder undviker man normalt direkt bekämpning i vindriktningen utan åtgärder sätts in i flankerna och där elden brinner mot vinden.
- Den 25 juli 2018 släppte Försvarsmakten en bomb över Trängslets skjutfält för att utvärdera möjligheterna att släcka delar av en enorm skogsbrand som bland annat drabbade skjutfältet med hjälp av en kontrollerad sprängning.[3]

#### Vattenbegjutning från luften
Metoderna att bekämpa en skogsbrand från luften är med helikopter med vattensäck, vattenskopande långsamgående vattenbombare eller med stora vattenbombande flygplan med inbyggda tankar som fylls på på flygfält.
Vid vissa skogsbränder har i Sverige helikoptern varit avgörande för att skogsbränder kunnat avgränsas och släckas effektivt. Från 2014 har inhyrda vattenbombare från södra Europa används i större utsträckning vid stora bränd

### Släckmedelstillsatser
I USA och annorstädes används ofta släckmedelstillsatser i vattnet för effektivare skogsbrandbekämpning De består av en blandning av vatten och tillsatser som förbättrar vätningen och även verkar dämpande på elden. Detta används främst i ytterkanterna på branden för att begränsa spridningen.

### Skogsbränders bekämpande i historien
Innan brandkåren offentligen övertog släckningsarbetet, släcktes skogsbränder av allmogen. Som första åtgärd mot löpeld användes vattendoppade risruskor, vatten, och kvävning med sand eller jord. Vid svårare bränder med löp- och toppeld anlades dessutom brandgator, då området runt brandområdet röjdes för att därigenom minska bränslet i uppåtgående riktning, eller moteld i samma syfte. Vid fall av jordbrand användes samma metoder som vid lättare löpeld, samt grävdes branddiken som isolerade branden.

## Efter branden

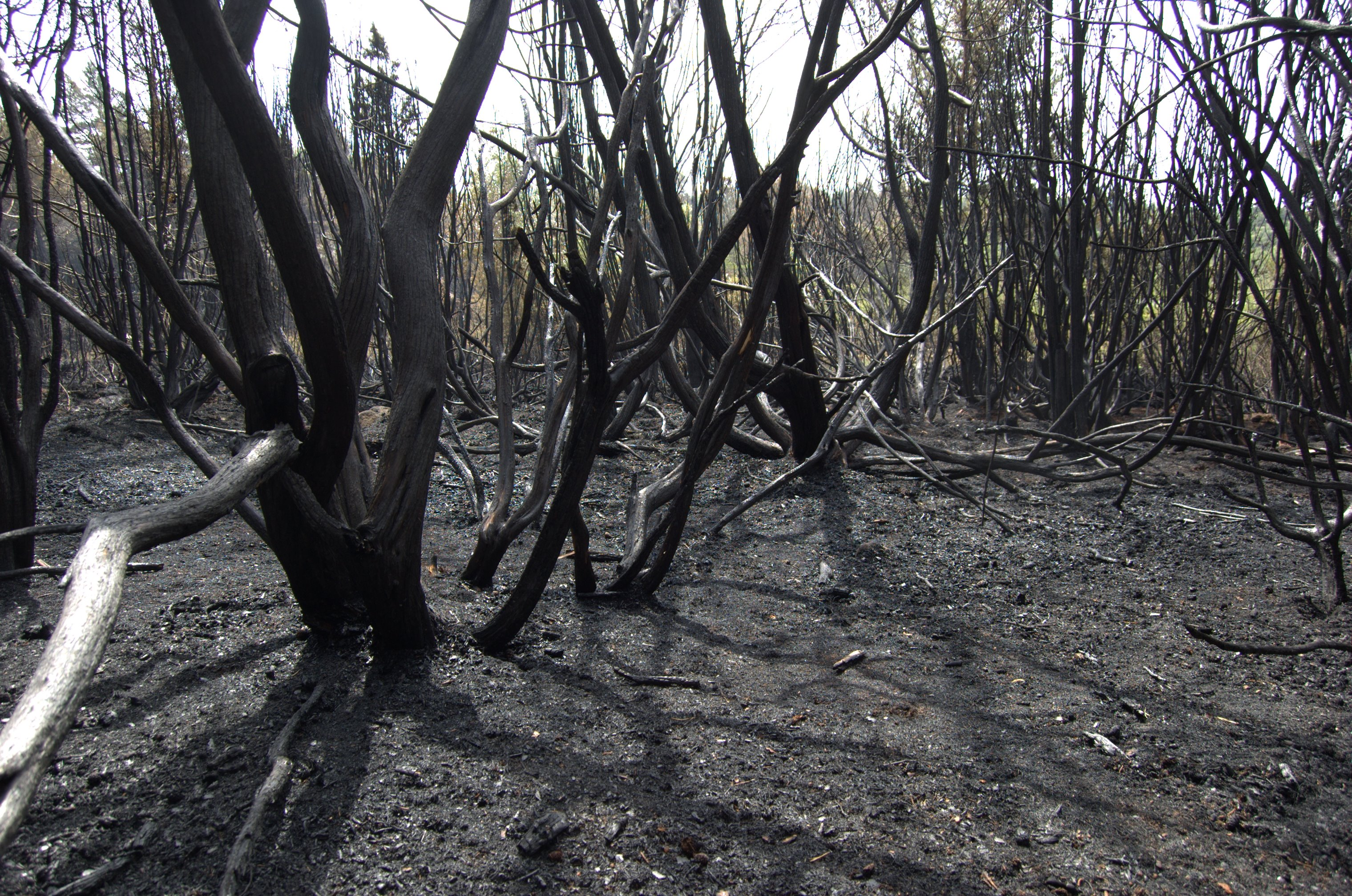
Dagen efter en skogsbrand i juni 2006, vid Sisjön utanför Göteborg.

### Direkt efter branden
Under skogsbranden frigörs näringsämnen, stora mängder död och bränd ved blir kvar och en del äldre tallar överlever. Insekter dras till den brända veden och därmed även en del fåglar. Av värmen och näringsämnen som frigjorts börjar en del växter att gro.

### 2 till 20 år efter branden
Gräs, buskar och lövträd växer fort och tar därför över. Älg, som gillar asp, flyttar in i området. Även hare, blåbär och vitsippa etablerar sig.

### 80 till 100 år efter branden
Granen som föryngras långsammare än lövträd har nu växt förbi lövskogen och har mer och mer tagit över. I den blandskog som nu finns trivs många arter av insekter, djur och mossor.

### Brandgynnade och brandberoende arter
Exempel på arter som gynnas eller är beroende av skogsbränder är: Tall, sälg, svedjenäva, brandnäva, mjölkört, nattskärra, älg, rådjur, skogshare, tretåig hackspett, sotsvart praktbagge (Melanophila acuminata), liten brandlöpare (Sericoda quadripunctata), korthårig kulhalsbock (Acmaeops septentrionis), blå praktbagge, barrträdlöpare, brun barkbock, tallbock, skiktdynemott, dyster barkskinnbagge och stor plattnosbagge.

### Effekter under jord
Skogsbränder och andra bränder i naturen minskar andelen organiskt bundet kol och humus i den drabbade jorden, genom att kolatomer följer med brandröken i atmosfären. Detta gäller både jordbränder av organiskt material i jorden och toppbränder av material ovan jord. Det går att använda egenskaper i yttersta lagret i berggrunden, nämligen ansamlingen helium i apatit och zirkon, som termokronometer, eftersom skogsbrandens höga temperatur förändrar förutsättningarna för detta.